# Takis Biniaris
Panayiotis Biniaris (en griego: Παναγιώτης Μπινιάρης; Atenas, 9 de junio de 1955) o más conocido como Takis Biniaris (en griego: Τάκης Μπινιάρης), es un cantante y compositor de origen griego, mayormente conocido por su participación en el Festival de la Canción de Eurovisión 1985.

## Festival de Eurovisión 1985
En 1985, Biniaris fue elegido para ser el próximo representante de Grecia en el Festival de Eurovisión, a celebrarse en Gotemburgo, Suecia el 4 de mayo de ese mismo año. Su canción "Miazoume" (en griego: "Μοιάζουμε", traducido como: "Nos parecemos"), interpretada íntegramente en griego, se presentó en el 19.º puesto de la noche, es decir, el último. A pesar de que todas las expectativas estuvieron puestas sobre su candidatura, ya que su participación marcaba el retorno del país helénico al certamen, sólo recaudó 15 puntos y se posicionó en el 16.º lugar, empatado con la canción de Chipre.
En 1991, Biniaris formó parte de la preselección nacional organizada por la cadena griega ERT para escoger a su próximo candidato. Sin embargo, su canción "Opou ke na’ssai" perdió ante "I Anixi" de Sophia Vossou.